# Válka s molochem
Válka s molochem (v anglickém originále Fraudcast News) je 22. díl 15. řady (celkem 335.) amerického animovaného seriálu Simpsonovi. Scénář napsal Don Payne a díl režíroval Bob Anderson. V USA měl premiéru dne 23. května 2004 na stanici Fox Broadcasting Company a v Česku byl poprvé vysílán 18. února 2007 stanici ČT2.

## Děj
Ve Springfieldu se koná slavnostní otevření nejnovějšího národního parku Geezerovy skály, skalního útvaru připomínajícího tvář starého muže z profilu. Když se Líza chystá na příkaz starosty Quimbyho přednést báseň, Homer si všimne, že ve skále roste malý strom. V obavě, že časem zničí Geezerovu skálu, se k němu vrhne a vytrhne ho. To způsobí, že se Geezerova skála rozpadne, a všichni utíkají jako o život – kromě pana Burnse, jenž skončí v sesuvu kamení. Smithers se bojí, že pana Burnse ztratil. 
Lízu mrzí, že její báseň nikdo neslyšel, a na Margin návrh ji vydá. Mezitím se ukáže, že Burns přežil strašlivý sesuv půdy ve vzduchové bublině a živil se stonožkami, hmyzem a krtčím mlékem. Místní springfieldské zprávy však místo toho informují o zkáze Geezerovy skály a pana Burnse pak označí za nenávistného člověka, kterého nikdo neměl rád. 
Líza rozesílá hned první číslo svých novin The Red Dress Press, které se setkávají s příznivým ohlasem. Při vydávání druhého čísla svých novin požádá o pomoc mimo jiné Barta, Milhouse, Martina Prince, Nelsona Muntze a Ralpha Wigguma. Mezitím Burns, aby si po sesuvu půdy vylepšil image, získá všechna média ve Springfieldu kromě Líziných novin. Dokonce natočí epizodu The Itchy & Scratchy Show propagující jadernou energii. Později se Burns snaží Lízu nalákat na poníky ve snaze získat její noviny, ale ona se nevzdává. Líza je smutná, že ji všichni ostatní zaměstnanci novin opustili, ale uleví se jí, když se Bart rozhodne zůstat a pomoci Líze vydávat další čísla. 
Burns se Líze pomstí tím, že Simpsonovým odpojí elektřinu, a tak je Líza nucena psát další číslo prostřednictvím starého mimeografu, jejž ředitel Skinner používal ve Vietnamu. Pan Burns nakonec vyhraje válku tím, že Homera vyslechne pomocí séra pravdy, aby mohl poškodit Lízinu pověst; následující den se Springfieldský šmejdil chlubí titulkem „Líza je pako, tvrdí otec“ a jde ještě dál, když uvede, že Líza miluje Milhouse. Líza napíše své poslední vydání novin s titulkem „Vzdávám se“ a Red Dress Press ukončí. Homer reaguje tím, že si založí vlastní noviny, Homer Times, a ostatní lidé si také založí vlastní noviny, aby Lízu rozveselili. Burns se rozčiluje, že se mu sice podařilo Lízu a její časopis porazit, ale brzy zjistí, že nemůže zabránit tomu, aby ho lidé kritizovali. V důsledku toho je nucen uznat, že nikdo kromě Ruperta Murdocha nemůže skutečně ovládat všechna média. Poté se vydává se Smithersem na nákupy, aby si ulevil.

## Přijetí
V původním vysílání tento díl sledovalo 9,2 milionu diváků. Dne 4. prosince 2012 byl díl vydán na Blu-ray a DVD jako součást box setu The Simpsons – The Complete Fifteenth Season. Členové štábu Ian Maxtone-Graham, Michael Price, Max Pross a Don Payne se podíleli na audiokomentáři k této epizodě na DVD.
Colin Jacobson z DVD Movie Guide k dílu uvedl: „Patnáctá řada zde končí poměrně dobře. Ano, je to ozvěna Nepřátel s vlastní formou komentáře, ale není to tak přehnané a vyvolává to více smíchu. Stává se dobrou tečkou za příjemnou řadou.“.
Server Simbasible napsal, že epizoda „velmi silně využívá vždy rozkošného pana Burnse“.
Kromě toho, že Don Payne získal Cenu Paula Selvina, byl za scénář k této epizodě také nominován na Cenu Sdružení amerických scenáristů za vynikající scénář k animovanému dílu na 57. ročníku těchto cen.